# Черкаси-2 (футбольний клуб)
Футбольний клуб «Черкаси-2» — колишній український футбольний клуб з міста Черкас. Фарм-клуб ФК «Черкаси».

## Всі сезони в незалежній Україні
| Сезон   | Чемпіонат     | Чемпіонат | Чемпіонат | Чемпіонат | Чемпіонат | Чемпіонат | Чемпіонат | Чемпіонат | Кубок | Кубок | Кубок | Кубок | Кубок | Кубок | Кубок | Примітка |
| Сезон   | Ліга          | Місце     | І         | В         | Н         | П         | М         | О         | Етап  | І     | В     | Н     | П     | М     | О     | Примітка |
| ------- | ------------- | --------- | --------- | --------- | --------- | --------- | --------- | --------- | ----- | ----- | ----- | ----- | ----- | ----- | ----- | -------- |
| 2000/01 | Друга Група Б | 14 з 15   | 28        | 6         | 3         | 19        | 14−39     | 21        | —     | —     | —     | —     | —     | —     | —     |          |
| Всього  | Друга         | 1 сезон   | 28        | 6         | 3         | 19        | 14−39     | 15        | —     | —     | —     | —     | —     | —     | —     |          |